# جون هوارد (مغن مؤلف)
جون هوارد (بالإنجليزية: John Howard)‏ هو مغن مؤلف بريطاني، ولد في 9 أبريل 1953 في بري ‏ في المملكة المتحدة.

## وصلات خارجية
- الموقع الرسمي
- جون هوارد على موقع ميوزك برينز (الإنجليزية)
- جون هوارد على موقع ديسكوغز (الإنجليزية)